# هزارمني (مقاطعة دورة)
هزارمني (بالفارسية: هزارمنی) هي قرية تقع في قسم تشكن الريفي (مقاطعة دورة) في إيران. يقدر عدد سكانها بـ 83 نسمة .